# Сельское поселение «Линёво-Озёрское»
Се́льское поселе́ние «Линёво-Озёрское» — муниципальное образование в Хилокском районе Забайкальского края Российской Федерации.
Административный центр — село Линёво Озеро.

## География
Линёво-Озёрское сельское поселение расположено в центральной части Хилокского района.

## История
Статус и границы сельского поселения установлены Законом Читинской области от 19 мая 2004 года «Об установлении границ, наименований вновь образованных муниципальных образований и наделении их статусом сельского, городского поселения в Читинской области».

## Население
| 2010  | 2011  | 2012  | 2013  | 2014  | 2015  | 2016  |
| ----- | ----- | ----- | ----- | ----- | ----- | ----- |
| 3161  | ↘3147 | ↘3081 | ↘3063 | ↘3009 | ↘2957 | ↘2874 |
| 2017  | 2018  | 2019  | 2020  | 2021  |       |       |
| ↘2839 | ↘2782 | ↘2731 | ↘2692 | ↘2616 |       |       |

## Состав сельского поселения
| № | Населённый пункт | Тип населённого пункта       | Население |
| - | ---------------- | ---------------------------- | --------- |
| 1 | Гыршелун         | село                         | ↘677      |
| 2 | Линёво Озеро     | село, административный центр | ↘1985     |